# مسابقه تسلیحاتی هوش مصنوعی
مسابقه تسلیحاتی هوش مصنوعی نظامی، مسابقه ای بین دو یا چند ایالت برای تجهیز نیروهای نظامی آنها به وسیله بهترین هوش مصنوعی (AI) است. از اواسط دهه ۲۰۱۰، بسیاری از تحلیلگران عقیده داشتند که چنین مسابقه تسلیحاتی جهانی برای داشتن نیروی نظامی هوش مصنوعی شروع شده‌است.

## واژه‌شناسی
به‌طور گسترده‌تر، هر گونه رقابت برای هوش مصنوعی برتر گاهی به عنوان یک «مسابقه تسلیحاتی» تلقی می‌شود. تلاش برای سلطهٔ هوش مصنوعی با تلاش برای تسلط در بخش‌های دیگر اشتراک دارد، به ویژه هنگامی که یک کشور منافع اقتصادی و نظامی را با هم دنبال می‌کند.

## خطرات
نیک بستروم و دیگران ادعا دارند که خطر هوش مصنوعی، می‌تواند باعث شود که نیروها از اقدامات احتیاطی ایمن استفاده کنند.
استیفن کیو از مرکز لورولم ادعا می‌کند که این خطر سه برابر است، احتمالاً خطر اول دارای پیامدهای ژئوپلیتیکی است، و دو مورد دیگر قطعاً دارای پیامدهای ژئوپلیتیکی هستند:
i) خطرات یک مسابقه هوش مصنوعی برای ایجاد مزیت مربوط به فناوری، صرف نظر از اینکه مسابقه به‌طور جدی دنبال می‌شود یا خیر.
ii) خطرات یک مسابقه هوش مصنوعی و یک مسابقه هوش مصنوعی واقعی برای مزیت مربوط به فناوری، صرف نظر از برنده شدن مسابقه.
iii)خطرات یک مسابقه هوش مصنوعی برای برتری تکنولوژیکی.
کیو استدلال می‌کند که خطر در صورت ابتلا به هوش عمومی مصنوعی، که شاید یک خطر وجودی را نشان دهد، افزایش می‌یابد.
اصطلاحات مسابقه اسلحه همچنین گاهی اوقات در زمینه رقابت برای برتری اقتصادی و " قدرت نرم " مورد استفاده قرار می‌گیرد. به عنوان مثال، "گزارش موقت" نوامبر ۲۰۱۹ کمیسیون امنیت ملی ایالات متحده در مورد هوش مصنوعی، ضمن تأکید بر نقش دیپلماسی در تعامل با چین و روسیه، زبان یک مسابقه تسلیحاتی رقابتی را اتخاذ می‌کند. در این مقاله آمده‌است که برتری تکنولوژیکی ارتش ایالات متحده برای نظم جهانی موجود حیاتی است : 11و تأکید می‌کند که نظامی شدن مداوم هوش مصنوعی، همراه با نظامی کردن آن، توسط چین و روسیه، برای اهداف ژئوپلیتیک است: : ۱–۲
تحولات در هوش مصنوعی را نمی‌توان از رقابت استراتژیک در حال ظهور با چین، و تحولات در فضای گسترده ژئوپلیتیک جدا کرد. ما نگرانیم که نقش آمریکا به عنوان مبتکر برجسته جهان تهدید شود. ما نگران این هستیم که رقبای استراتژیک و بازیگران غیردولتی برای تهدید آمریکایی‌ها، متحدان و ارزش‌های ما از هوش مصنوعی استفاده کنند. ما می‌دانیم که رقبای استراتژیک در حال سرمایه‌گذاری، در زمینهٔ تحقیق و کاربرد هستند. تنها چیزی که برای نتیجه‌گیری، منطقی به نظر می‌رسد این است که از قابلیت‌های فعال شده هوش مصنوعی می‌توان برای تهدید زیرساخت‌های حیاتی ما، تقویت فعالیت‌های اطلاعات نادرست و جنگ بر علیه ما استفاده کرد.
در سیاست خارجی، پل شار هشدار می‌دهد که سخنان پیرامون یک مسابقه تسلیحاتی هوش مصنوعی می‌تواند به یک پیشگویی کامل کننده تبدیل شود.

## مواضع نسبت به هوش مصنوعی نظامی

### روسیه

پوتین (نشسته، مرکز) در روز دانش ملی، ۲۰۱۷

ژنرال روسی ویکتور بوندارف، فرمانده کل نیروی هوایی روسیه، اظهار داشت که روسیه در اوایل فوریه ۲۰۱۷ در حال کار بر روی موشک‌هایی است که توسط هوش مصنوعی هدایت می‌شوند و می‌توانند برای تغییر مسیرها در طول پرواز، تصمیم‌گیری کنند.کمیته صنعتی نظامی روسیه برنامه‌هایی را برای تأمین ۳۰ درصد از قدرت جنگی روسیه از سیستم عامل‌های رباتیک کنترل از راه دور و هوش مصنوعی تا سال ۲۰۳۰ تصویب کرده‌است.  گزارش‌های رسانه‌های تحت حمایت دولت روسیه در مورد استفاده‌های ممکن نظامی از هوش مصنوعی در اواسط سال ۲۰۱۷ افزایش یافت. در ماه مه ۲۰۱۷، مدیر عامل گروه کرونشتات روسیه، یک پیمانکار دفاعی، اظهار داشت که «در حال حاضر سیستم‌های عملیاتی کاملاً مستقل هوش مصنوعی وجود دارد که ابزارهایی را برای دسته‌بندی‌های پهپاد وقتی که ان‌ها مأموریت‌ها را به‌طور مستقل یا به صورت اشتراکی و در تعامل یکدیگر انجام می‌دهند» فراهم می‌کند، این موضوع که «انبوه هواپیماهای بدون سرنشین» روزی بر فراز مناطق جنگی پرواز خواهند کرد، امری اجتناب ناپذیر است. روسیه چندین سیستم جنگی خودمختار و نیمه خودمختار مانند ماژول رزمی «شبکه عصبی» کلاشنیکوف را با مسلسل، دوربین و هوش مصنوعی آزمایش کرده‌است که سازندگان آن ادعا می‌کنند بدون دخالت انسان می‌توانند قضاوت‌های هدف‌گیری خود را انجام دهند.
در سپتامبر ۲۰۱۷، ولادیمیر پوتین، رئیس‌جمهور روسیه، طی سخنرانی روز ملی دانش در مقابل بیش از یک میلیون دانش آموز در ۱۶۰۰۰ مدرسه روسیه اظهار داشت: "هوش مصنوعی آینده است، نه تنها برای روسیه بلکه برای همه بشریت. . . هرکس در این حوزه رهبر شود، فرمانروای جهان خواهد شد ". پوتین همچنین گفت که بهتر است از انحصار هر کسی جلوگیری شود، اما اگر روسیه رهبر هوش مصنوعی شود، ان وقت "فناوری خود را با بقیه جهان به اشتراک می‌گذارد، مانند کاری که اکنون با فناوری اتمی و هسته ای انجام می‌دهیم".
روسیه در حال تشکیل تعدادی سازمان که به توسعه هوش مصنوعی نظامی اختصاص دارند، هست. در مارس ۲۰۱۸، دولت روسیه دستورالعمل ای ۱۰ ماده ای دربارهٔ هوش مصنوعی منتشر کرد که خواستار ایجاد کنسرسیوم هوش مصنوعی و داده‌های بزرگ، کمک هزینه ای برای الگوریتم‌ها و برنامه‌های تحلیلی، یک آموزش هوش مصنوعی با حمایت دولت، یک آزمایشگاه اختصاصی هوش مصنوعی، و یک مرکز ملی هوش مصنوعی، در میان جمله اقدامات دیگر است. علاوه بر این، روسیه اخیراً یک سازمان تحقیقاتی دفاعی، تقریباً معادل DARPA، مختص خودمختاری و رباتیک به نام بنیاد مطالعات پیشرفته ایجاد کرده و کنفرانس سالانه ای را با عنوان «ربات سازی نیروهای مسلح فدراسیون روسیه» آغاز کرده‌است.
ارتش روسیه در حال تحقیق در مورد تعدادی از کاربردهای هوش مصنوعی با تأکید شدید بر وسایل نقلیه نیمه خودکار و تمام خودکار است. در بیانیه رسمی در تاریخ ۱ نوامبر ۲۰۱۷، ویکتور بوندارف، رئیس کمیته دفاعی و امنیتی شورای فدراسیون، اظهار داشت که «هوش مصنوعی قادر به جایگزینی یک سرباز در میدان جنگ و یک خلبان در کابین خلبان هواپیما خواهد بود» و بعداً اشاره کرد که «روزی است که وسایل نقلیه به هوش مصنوعی دست پیدا می‌کنند.» بوندارف این اظهارات را در مجاورت آزمایش موفقیت‌آمیز نرهتا، یک وسیله نقلیه زمینی خالی از سکنه روسی که گفته می‌شود از ماشینهای جنگی موجود [مسکونی] بهتر عمل کرده‌است، ابراز داشت. روسیه قصد دارد از نرهتا به عنوان یک بستر تحقیق و توسعه برای هوش مصنوعی استفاده کند و ممکن است روزی سیستم در جنگ را، جمع‌آوری اطلاعات یا قوانین منطقی قرار دهد. گزارش شده‌است که روسیه همچنین یک ماژول جنگی برای وسایل نقلیه زمینی خالی از سکنه ساخته‌است که توانایی شناسایی هدف مستقل - و بالقوه، درگیری با هدف - را دارد و قصد دارد مجموعه ای از سیستم‌های خودمختار مجهز به هوش مصنوعی را توسعه دهد.
به علاوه ارتش روسیه برنامه‌ریزی می‌کند که هوش مصنوعی را با وسایل نقلیهٔ غیر مسکونی هوایی، دریایی و زیر دریایی ادغام کند و در حال حاضر قابلیت‌های ازدحام را توسعه می‌دهد. همچنین در حال جست و جو کاربردهای خلاقانهٔ هوش مصنوعی برای سنجش از دور و جنگ الکترونیکی، شامل پرش با فرکانس تطبیقی، شکل موج و اقدامات متقابل است. روسیه همچنین از فناوری هوش مصنوعی برای تبلیغات و نظارت داخلی، همچنین برای عملیات اطلاعاتی علیه ایالات متحده و متحدان آمریکا استفاده گسترده‌ای کرده‌است.
دولت روسیه هرگونه ممنوعیت استفاده از سیستم‌های اسلحه کشنده خودکار را به شدت رد کرده و پیشنهاد می‌کند این ممنوعیت را می‌توان نادیده گرفت.

### چین
چین در حال پیگیری سیاست استراتژیک «ادغام مدنی نظامی» با هوش مصنوعی برای برتری فناوری جهانی است. بر اساس گزارش فوریه ۲۰۱۹ توسط گریگوری سی آلن از مرکز امنیت جدید آمریکا، رهبری چین - از جمله رهبر برجسته شی جین پینگ - معتقد است که بودن در خط مقدم فناوری هوش مصنوعی برای آینده رقابت ارتش جهانی و قدرت اقتصادی حیاتی است مقامات نظامی چین گفته‌اند که هدف آنها استفاده از فناوری هوش مصنوعی تجاری برای «کاستن فاصله بین ارتش چین و قدرتهای پیشرفته جهانی» است. . روابط نزدیک بین سیلیکون ولی و چین، و ماهیت باز جامعه تحقیقاتی آمریکا، پیشرفته‌ترین فناوری هوش مصنوعی غرب را به راحتی در دسترس چین قرار داده‌است. علاوه بر این، صنعت چین دستاوردهای هوش مصنوعی خانگی خود همانند بایدو، که یک معیار قابل توجه قابلیت تشخیص گفتار به زبان چینی را در سال ۲۰۱۵ گذراند، دارد. از سال ۲۰۱۷، نقشه راه پکن با هدف ایجاد یک صنعت ۱۵۰ میلیارد دلاری هوش مصنوعی تا سال ۲۰۳۰ ساخته شده‌است. قبل از سال ۲۰۱۳، خریدهای دفاعی چین عمدتاً به چند مجتمع محدود شده بود. با این حال، از سال ۲۰۱۷، چین اغلب از فناوری نوظهور حساس مانند هواپیماهای بدون سرنشین و هوش مصنوعی از شرکت‌های نوپای خصوصی استفاده می‌کند. یک کشور چین متعهد شده‌است ۵ میلیارد دلار در هوش مصنوعی سرمایه‌گذاری کند. پکن ۲ میلیارد دلار به یک پارک توسعه هوش مصنوعی اختصاص داده‌است. ژاپن تایمز در سال ۲۰۱۸ گزارش داد که سرمایه‌گذاری خصوصی سالانه چینی‌ها در هوش مصنوعی زیر ۷ میلیارد دلار در سال است. استارت آپ‌های هوش مصنوعی در چین تقریباً نیمی از کل سرمایه‌گذاری جهانی را در زمینه راه اندازی هوش مصنوعی در سال ۲۰۱۷ را دریافت کرده‌اند. چینی‌ها تقریبأ پنج برابر بیشتر از آمریکایی‌ها حق ثبت اختراع، ثبت کردند.
چین مقاله ای را در سال ۲۰۱۶ منتشر کرد که در آن کفایت قانون بین‌المللی موجود برای رسیدگی به احتمال استفاده از سلاح‌های کاملاً مستقل را مورد تردید قرار داد و به عنوان اولین عضو دائمی شورای امنیت سازمان ملل متحد که این موضوع را مطرح می‌کند، قرار گرفت. در سال ۲۰۱۸، خی خواستار همکاری بین‌المللی بیشتر در تحقیقات پایه هوش مصنوعی شد. مقامات چینی ابراز نگرانی کرده‌اند که هوش مصنوعی مانند هواپیماهای بدون سرنشین به ویژه در نبود هنجارهای بین‌المللی، ممکن است به جنگ تصادفی منجر شود. در سال ۲۰۱۹، مارک اسپر، وزیر دفاع آمریکا، به دلیل فروش هواپیماهای بدون سرنشین که قادر به از بین بردن زندگی بدون نظارت انسانی هستند، به شدت مورد انتقاد قرار گرفت.

### ایالات متحده

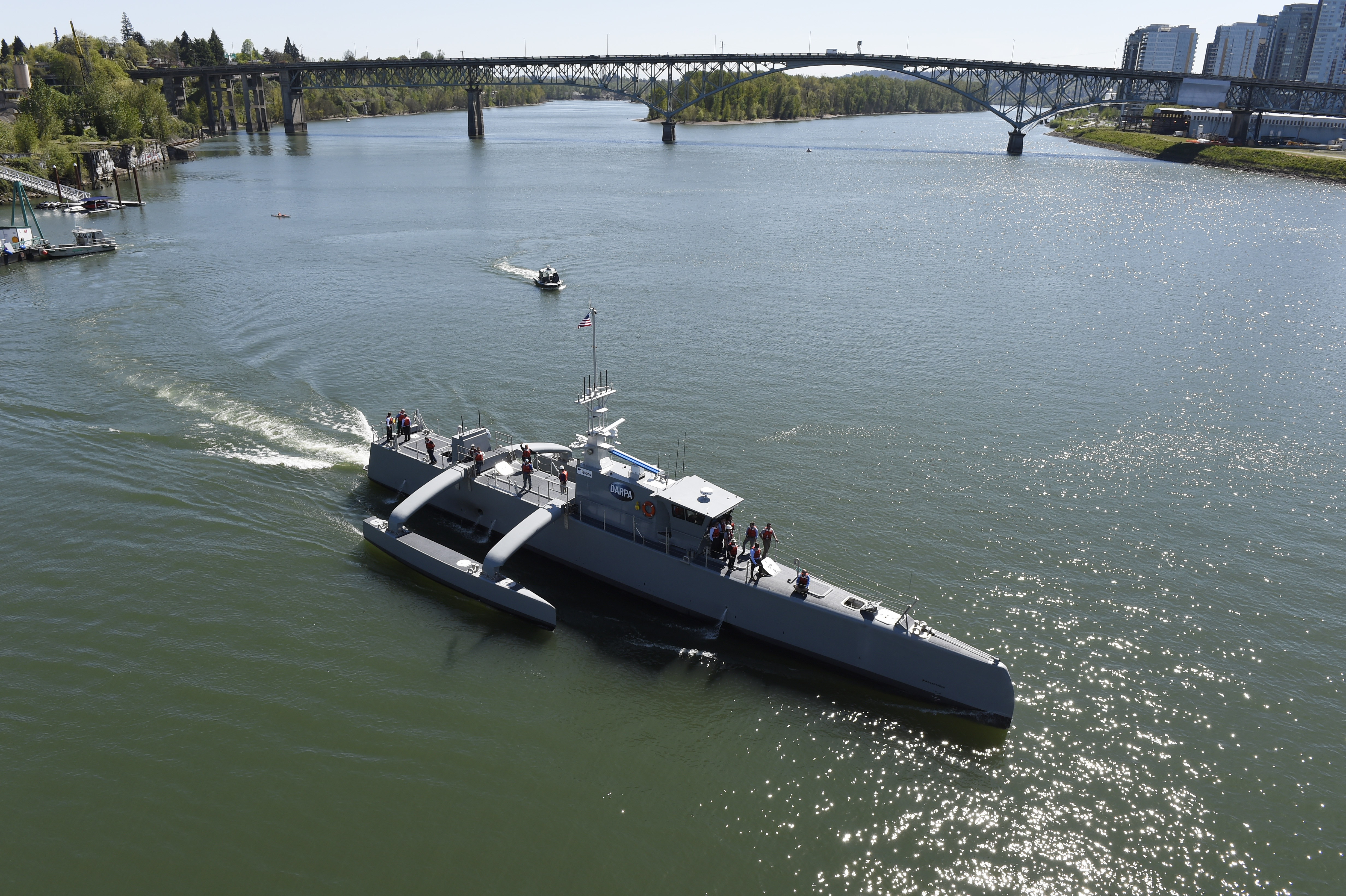
Sea Hunter، یک ناو جنگی خودمختار ایالات متحده، ۲۰۱۶

در سال ۲۰۱۴، چاک هیگل، وزیر دفاع سابق، " سومین استراتژی جبران " را مطرح کرد که پیشرفت سریع هوش مصنوعی نسل بعدی جنگ را تعریف خواهد کرد. طبق گفته شرکت علوم تجزیه و تحلیل داده‌ها Govini، وزارت دفاع ایالات متحده سرمایه‌گذاری در زمینه هوش مصنوعی، داده‌های کلان و رایانش ابری را از ۵٫۶ میلیارد دلار در سال ۲۰۱۱ به ۷٫۴ میلیارد دلار در سال ۲۰۱۶ افزایش داد. با این حال، بودجه NSF غیرنظامی برای هوش مصنوعی، در سال ۲۰۱۷ افزایش نیافت. ژاپن تایمز در سال ۲۰۱۸ گزارش داد که سرمایه‌گذاری خصوصی ایالات متحده حدود ۷۰ میلیارد دلار در سال است. «گزارش موقت» نوامبر ۲۰۱۹ کمیسیون امنیت ملی ایالات متحده در مورد هوش مصنوعی تأیید کرد که هوش مصنوعی برای برتری فناوری نظامی ایالات متحده حیاتی است.
ایالات متحده برنامه‌های جنگی نظامی بسیاری در زمینهٔ هوش مصنوعی دارد، مانند ناو جنگی خودمختار Sea Hunter، که برای عملیات نظامی برای ساعت‌های طولانی بدون حتی یک خدمه و هدایت خود به داخل و خارج بندر طراحی شده‌است. از سال ۲۰۱۷، با توجه به بخشنامه وزارت دفاع ایالات متحده موقت، باید یک عامل انسانی در هنگام گرفتن جان انسان توسط سیستم‌های تسلیحاتی خودمختار در جریان باشد. در تاریخ ۳۱ اکتبر ۲۰۱۹، هیئت نوآوری دفاعی وزارت دفاع ایالات متحده پیش نویس گزارشی را منتشر کرد که اصول استفاده اخلاقی از هوش مصنوعی توسط وزارت دفاع را توصیه می‌کند و این اطمینان را می‌دهد که یک عامل انسانی همیشه قادر به بررسی " جعبه سیاه "و فهمیدن روند کشتار زنجیره ای است. با این حال، یک نگرانی عمده این است که گزارش چگونه اجرا خواهد شد.
Project Maven یک پروژه پنتاگون است که شامل استفاده از یادگیری ماشین و استعداد مهندسی برای تشخیص افراد و اشیا در فیلم‌های هواپیماهای بدون سرنشین است، ظاهراً به دولت زمان واقعی فرماندهی و کنترل میدان نبرد، توانایی ردیابی، برچسب گذاری و جاسوسی اهداف بدون دخالت انسان رامی دهد. گزارش شده‌است به عنوان یک سیستم تسلیحاتی هوش مصنوعی قادر به شلیک به اهدافی که خودش تعیین کرده‌است و به صورت کوتاه مدت متوقف می‌شود. این پروژه در نامهٔ غیررسمی توسط معاون وزیر دفاع ایالات متحده در تاریخ ۲۶ آوریل ۲۰۱۷ تأسیس شد. همچنین به عنوان تیم عملیاتی Algorithmic Warfare Cross شناخته می‌شود، به گفته ژنرال نیروی هوایی ایالات متحده جک شاناهان در نوامبر ۲۰۱۷، یک پروژه \"به گونه ای طراحی شده‌است که پروژه هدایت کننده، مسیر یاب، جرقه ای باشد که شعله هوش مصنوعی را در بقیه بخشهای [وزارت دفاع] شعله ور می‌کند\". رئیس آن، سرهنگ سپاه تفنگداران ایالات متحده درو کوکور، گفت: «مردم و رایانه‌ها برای افزایش توانایی سیستم‌های اسلحه در تشخیص اشیا، در کنار هم کار خواهند کرد.» در دومین اجلاس Defense One Tech در ژوئیه ۲۰۱۷، کوکور همچنین گفت که سرمایه‌گذاری در «روند گردش کار آگاهانه» توسط وزارت [دفاع] از طریق «جذب سریع مقامات» برای حدود «۳۶ ماه آینده» تأمین شد.

### انگلستان
در سال ۲۰۱۵، دولت انگلیس با ممنوعیت استفاده از سلاح‌های کشنده خودمختار مخالفت کرد و اظهار داشت که «قوانین بین‌المللی بشردوستانه از قبل مقررات مناسب در رابطه با این موضوع را فراهم کرده‌است»، اما همه سلاح‌هایی که به وسیلهٔ نیروهای مسلح انگلیس به کار گرفته می‌شود «تحت نظارت و کنترل انسان» خواهند بود.

### اسرائیل
پهپاد ضد رادار «شلیک و فراموش کن» هارپی اسرائیل برای پرتاب توسط نیروهای زمینی طراحی شده‌است و به‌طور مستقل بر روی منطقه ای پرواز می‌کند تا رادار متناسب با معیارهای از پیش تعیین شده را نابود کند.

### کره جنوبی
مسلسل Super aEgis II کره جنوبی، که در سال ۲۰۱۰ رونمایی شد که هم در کره جنوبی و هم در خاورمیانه کاربرد دارد. این مسلسل می‌تواند یک هدف متحرک را در شعاع ۴ کیلومتری شناسایی، ردیابی و نابود کند. در حالی که این فناوری از نظر تئوری می‌تواند بدون دخالت انسان کار کند، اما در عمل محافظانی برای ورود دستی، نصب شده‌اند. یک تولیدکننده کره جنوبی اظهار داشت: "سلاح‌های ما احتیاج به خواب ندارند در حالیکه انسان‌ها باید بخوابند. آنها می‌توانند در تاریکی ببینند، درحالیکه که انسان‌ها قادر به این کار نیستند؛ بنابراین فناوری ما خلاهای موجود در توانایی‌های انسانی را جبران می‌کند "، و آنها می‌خواهند" به جایی برسند که نرم افزار ما بتواند تشخیص دهد که ایا هدف ما دوست، دشمن، یک فرد عادی یا نظامی است. "

## روندها
طبق گفته زیمنس، هزینه‌های نظامی در سراسر جهان برای رباتیک ۵٫۱ میلیارد دلار در سال ۲۰۱۰ و ۷٫۵ میلیارد دلار در سال ۲۰۱۵ بوده‌است.
چین در دهه ۲۰۱۰ به عنوان بازیکن برتر در تحقیقات هوش مصنوعی شناخته شد. طبق گزارش فایننشال تایمز، در سال ۲۰۱۶، برای اولین بار، تعداد مقالاتی که چین در زمینهٔ هوش مصنوعی منتشر کرد از کل تعداد مقالات اتحادیه اروپا بیشتر بود. وقتی تعداد مقالات ذکر شده را به پنج درصد اول محدود می‌کنیم، چین در سال ۲۰۱۶ از ایالت متحده پیشی گرفت ولی از اتحادیه اروپا عقب بود ۲۳٪ از محققان حاضر در کنفرانس انجمن پیشرفت هوش مصنوعی آمریکا (AAAI) در سال ۲۰۱۷ چینی بودند. اریک اشمیت، رئیس سابق آلفابت، پیش‌بینی کرده‌است که چین تا سال ۲۰۲۵ کشور پیشرو در هوش مصنوعی خواهد بود.
| کشور     | در سال ۲۰۱۲ | در سال ۲۰۱۷ |
| -------- | ----------- | ----------- |
| آمریکا   | ۴۱٪         | ۳۴٪         |
| چین      | ۱۰٪         | ۲۳٪         |
| انگلستان | ۵٪          | ۵٪          |

## پیشنهادها برای قانون‌های بین‌المللی
قانون‌های بین‌المللی سلاح‌های خودمختار موضوعی در حال ظهور در حقوق بین‌الملل است. کنترل تسلیحاتی هوش مصنوعی احتمالاً مستلزم نهادینه سازی هنجارهای جدید بین‌المللی است که در ویژگی‌های فنی مؤثر همراه با نظارت فعال و دیپلماسی غیررسمی توسط جوامع متخصص، همراه با یک پروسه تأیید قانونی و سیاسی تجسم می‌شود. در اوایل سال ۲۰۰۷، دانشمندانی مانند استاد هوش مصنوعی، نوئل شارکی هشدار داده‌اند که "یک مسابقه تسلیحاتی در حال ظهور در میان کشورهای پیشرفته برای توسعه زیردریایی‌های مستقل، جنگنده‌ها، کشتی‌های جنگی و تانک‌هایی است که می‌توانند اهداف خود را پیدا کنند و بدون درگیر شدن تصمیمات معنادار انسانی از خشونت استفاده کنند ". در سال ۲۰۱۴، استیو اوموهوندرو، متخصص هوش مصنوعی هشدار داد که «یک مسابقه تسلیحاتی مستقل در حال انجام است». مایلز برونداژ از دانشگاه آکسفورد استدلال کرده‌است که یک مسابقه تسلیحاتی هوش مصنوعی ممکن است از طریق دیپلماسی تا حدودی کاهش یابد: «ما در مسابقات مختلف اسلحه سازی تاریخی دیدیم که همکاری و گفتگو می‌تواند سود سهام را بپردازد». بیش از صد متخصص در سال ۲۰۱۷ نامه سرگشاده ای را امضا کردند و از سازمان ملل خواستند به موضوع سلاح‌های خودمختار کشنده رسیدگی کند. با این حال، در جلسه نوامبر ۲۰۱۷ کنوانسیون سازمان ملل در مورد برخی سلاح‌های متعارف (CCW)، دیپلمات‌ها حتی در مورد چگونگی تعریف چنین سلاح‌هایی توافق نکردند. سفیر هند و رئیس CCW اظهار داشت که توافق در مورد قوانین همچنان دور از ذهن است. از سال ۲۰۱۷، بیست و دو کشور خواستار ممنوعیت کامل سلاح‌های خودمختار کشنده شده‌اند.
بسیاری از کارشناسان معتقدند که تلاش برای منع کامل ربات‌های قاتل به شکست منجر می‌شود. گزارش سال ۲۰۱۷ مرکز بلفر هاروارد پیش‌بینی کرده‌است که هوش مصنوعی توانایی دارد به اندازهٔ سلاح‌های هسته ای قابل تغییر باشد. در ادامه این گزارش استدلال می‌شود که «جلوگیری از استفاده گسترده نظامی از هوش مصنوعی احتمالاً غیرممکن است» و «باید هدف متواضعانه مدیریت ایمن و مؤثر فناوری را دنبال کرد»، مانند ممنوعیت اتصال سوئیچ مرد مرده هوش مصنوعی به زرادخانه هسته ای. بخشی از غیر عملی بودن، به این دلیل است که تشخیص نقض معاهده بسیار دشوار است.

## واکنش‌های دیگر به سلاح‌های خودمختار
نامه ای سرگشاده در سال ۲۰۱۵ که خواستار ممنوعیت استفاده از سیستم‌های اسلحه خودکار کشنده است، به وسیله ده‌ها هزار شهروند، از جمله محققانی مانند استیون هاوکینگ فیزیکدان، ایلان ماسک بزرگ تسلا، و استیو وزنیاک از اپل امضا شده‌است.
پروفسور نوئل شارکی از دانشگاه شفیلد هشدار داده‌است که سلاح‌های خودمختار به صورت اجتناب ناپذیری در دست گروه‌های تروریستی مانند دولت اسلامی قرار خواهند گرفت.

## جدا کردن
بسیاری از شرکت‌های فناوری غربی از ترس از دست دادن دسترسی به بازار چین، از ارتباط نزدیک با ارتش ایالات متحده ابراز نگرانی می‌کنند. بعلاوه، برخی از محققان، مانند Demis Hassabis از DeepMind، از نظر ایدئولوژیکی با کمک به کار ارتشی مخالف هستند.
برای مثال، در ژوئن ۲۰۱۸، منابع شرکت گوگل گفتند که مدیر ارشد دایان گرین به کارکنان گفته‌است که شرکت پس از اتمام قرارداد فعلی در مارس ۲۰۱۹، پروژه Maven را پیگیری نمی‌کند.